# Astro (televisión)
All-Asian Satellite Television and Radio Operator, comercialmente conocido como Astro, es un proveedor de televisión por satélite e IPTV de Malasia. Presta servicio en Malasia y Brunéi y opera desde el All Asia Broadcast Center en Kuala Lumpur y MEASAT en Cyberjaya . En 2016, se registró que la empresa logró un 71% de penetración en los hogares en Malasia. El gobierno federal de Malasia le otorgó una licencia exclusiva como único proveedor de televisión de pago hasta 2017. Astro es una subsidiaria de propiedad total de Astro All Asia Networks plc y es operada por MEASAT Broadcast Network Systems Sdn. Bhd.
Astro lanzó la plataforma de alta definición Astro B.yond en 2009 y la plataforma de IPTV Astro IPTV en 2011, esta última dirigida a consumidores que no podían recibir los servicios satelitales de la compañía.

## Astro Channel List

### Television Channel
Channel-channel highlighted in this color are SD channels.
     Channel-channel highlighted in this color are HD channels.
     Channel-channel highlighted in this color are UHD channels.
| Channel | Name                     | Astro GO | NJOI |
| ------- | ------------------------ | -------- | ---- |
| 101HD   | TV1                      | Yes      | Yes  |
| 102HD   | TV2                      | Yes      | Yes  |
| 103     | TV3                      | No       | Yes  |
| 104HD   | Astro Ria                | Yes      | Yes  |
| 105HD   | Astro Prima              | Yes      | Yes  |
| 106HD   | Astro Oasis              | Yes      | Yes  |
| 108HD   | Astro Citra              | Yes      | Yes  |
| 112HD   | Astro Rania              | Yes      | Yes  |
| 113HD   | Astro Aura               | Yes      | Yes  |
| 114HD   | TV AlHijrah              | Yes      | Yes  |
| 116HD   | Colors Hindi             | Yes      | Yes  |
| 122HD   | TVS                      | Yes      | Yes  |
| 146HD   | OKEY                     | Yes      | Yes  |
| 147     | NTV7                     | No       | Yes  |
| 148     | 8TV                      | No       | Yes  |
| 149     | TV9                      | No       | Yes  |
| 200     | Astro Self Service       | No       | Yes  |
| 201HD   | Astro Vaanavil           | Yes      | Yes  |
| 202HD   | Astro Vinmeen            | Yes      | Yes  |
| 203HD   | Astro Vellithirai        | Yes      | Yes  |
| 211HD   | Sun TV                   | Yes      | Yes  |
| 212HD   | Sun Music                | Yes      | Yes  |
| 214     | Adithya TV               | Yes      | Yes  |
| 215HD   | Sun News                 | Yes      | Yes  |
| 216HD   | KTV                      | Yes      | Yes  |
| 217HD   | Sun Life                 | Yes      | Yes  |
| 221HD   | Star Vijay               | Yes      | Yes  |
| 222HD   | Colors Tamil             | Yes      | Yes  |
| 223HD   | Zee Tamil                | Yes      | Yes  |
| 241HD   | Astro Thangathirai       | Yes      | Yes  |
| 251HD   | Zee Cinema               | Yes      | Yes  |
| 300HD   | iQIYI                    | Yes      | Yes  |
| 305HD   | TVB Classic              | Yes      | Yes  |
| 306HD   | Astro AEC                | Yes      | Yes  |
| 308HD   | Astro QJ                 | Yes      | Yes  |
| 309HD   | Celestial Movies         | Yes      | Yes  |
| 310HD   | TVB Jade                 | Yes      | Yes  |
| 311HD   | Astro AOD                | Yes      | Yes  |
| 316HD   | CTi Asia                 | Yes      | Yes  |
| 317HD   | TVB Entertainment News   | Yes      | Yes  |
| 319HD   | TVB Xing He              | Yes      | Yes  |
| 320HD   | TVBS Asia                | Yes      | Yes  |
| 321     | Celestial Classic Movies | Yes      | Yes  |
| 325HD   | Phoenix Chinese Channel  | Yes      | Yes  |
| 326HD   | Phoenix InfoNews Channel | Yes      | Yes  |
| 333HD   | Astro Hua Hee Dai        | Yes      | Yes  |
| 335HD   | CCTV-4                   | Yes      | Yes  |
| 392HD   | KBS World                | Yes      | Yes  |
| 393HD   | ONE                      | Yes      | Yes  |
| 395HD   | tvN                      | Yes      | Yes  |
| 396HD   | K-Plus                   | Yes      | Yes  |
| 398HD   | NHK World Premium        | No       | Yes  |
| 401HD   | HITS Movies              | Yes      | Yes  |
| 404HD   | Astro Boo                | Yes      | Yes  |
| 411HD   | HBO                      | Yes      | Yes  |
| 412HD   | Cinemax                  | Yes      | Yes  |
| 413HD   | Astro Showcase           | Yes      | Yes  |
| 414HD   | HBO Family               | Yes      | Yes  |
| 415HD   | HBO Hits                 | Yes      | Yes  |
| 416HD   | tvN Movies               | Yes      | Yes  |
| 480     | Astro First              | Yes      | Yes  |
| 501HD   | Astro Awani              | Yes      | Yes  |
| 502     | Bernama TV               | Yes      | Yes  |
| 503HD   | CGTN                     | Yes      | Yes  |
| 511HD   | CNN International        | Yes      | No   |
| 512HD   | BBC News                 | Yes      | No   |
| 513HD   | Al Jazeera English       | Yes      | Yes  |
| 514HD   | Sky News                 | Yes      | No   |
| 515HD   | CNA                      | Yes      | Yes  |
| 516HD   | CNBC Asia                | Yes      | Yes  |
| 517HD   | Bloomberg Television     | Yes      | Yes  |
| 518HD   | ABC Australia            | Yes      | Yes  |
| 549UHD  | Love Nature 4K           | No       | No   |
| 550HD   | Love Nature              | Yes      | Yes  |
| 551HD   | Global Trekker           | Yes      | Yes  |
| 552HD   | Discovery                | Yes      | Yes  |
| 553HD   | Discovery Asia           | Yes      | Yes  |
| 554HD   | BBC Earth                | Yes      | Yes  |
| 555HD   | History                  | Yes      | Yes  |
| 556HD   | Animal Planet            | Yes      | Yes  |
| 603HD   | Astro Tutor TV           | Yes      | Yes  |
| 611HD   | Astro Ceria              | Yes      | Yes  |
| 615HD   | Cartoon Network          | Yes      | Yes  |
| 616HD   | Nickelodeon              | Yes      | Yes  |
| 617HD   | Nick Jr.                 | Yes      | Yes  |
| 618HD   | Moonbug                  | Yes      | Yes  |
| 619HD   | Blippi & Friends         | Yes      | Yes  |
| 620HD   | CBeebies                 | Yes      | Yes  |
| 701HD   | AXN                      | Yes      | Yes  |
| 702HD   | HITS Now                 | Yes      | Yes  |
| 703HD   | Lifetime                 | Yes      | Yes  |
| 706HD   | HITS                     | Yes      | Yes  |
| 707HD   | TLC                      | Yes      | Yes  |
| 708HD   | Food Network             | Yes      | Yes  |
| 709HD   | Asian Food Network       | Yes      | Yes  |
| 712HD   | Warner TV                | Yes      | Yes  |
| 714HD   | Crime + Investigation    | Yes      | Yes  |
| 715HD   | HGTV                     | Yes      | Yes  |
| 716HD   | DMAX                     | Yes      | Yes  |
| 717HD   | BBC Lifestyle            | Yes      | Yes  |
| 718HD   | MTV Live                 | Yes      | Yes  |
| 741     | Netflix                  | No       | No   |
| 801HD   | Astro Arena              | Yes      | Yes  |
| 802HD   | Astro Arena 2            | Yes      | Yes  |
| 803HD   | Astro Arena Bola         | Yes      | Yes  |
| 804HD   | Astro Arena Bola 2       | Yes      | Yes  |
| 805UHD  | Astro Sports UHD         | No       | No   |
| 810HD   | Astro Grandstand         | Yes      | Yes  |
| 811HD   | Astro Premier League     | Yes      | Yes  |
| 812HD   | Astro Premier League 2   | Yes      | Yes  |
| 814HD   | Astro Football           | Yes      | Yes  |
| 815HD   | Astro Badminton          | Yes      | Yes  |
| 817HD   | Astro Sports Plus        | Yes      | Yes  |
| 820HD   | beIN Sports 1            | Yes      | Yes  |
| 821HD   | beIN Sports 2            | Yes      | Yes  |
| 822HD   | beIN Sports 3            | Yes      | Yes  |
| 823HD   | SPOTV                    | Yes      | Yes  |
| 824HD   | SPOTV2                   | Yes      | Yes  |
| 825HD   | Eurosport                | Yes      | Yes  |
| 826HD   | W-Sport                  | Yes      | Yes  |
| 831HD   | Golf Channel             | Yes      | Yes  |
| 832HD   | Astro Cricket            | Yes      | Yes  |
| 833HD   | Premier Sports           | Yes      | Yes  |

## Críticas y controversias

### Monopolio sobre el mercado de la televisión de pago
Astro ha sido criticado por sus prácticas monopolísticas en las que se ha convertido en el servicio de televisión paga dominante en Malasia, mientras que sus competidores ABNXcess, Mega TV y MiTV no pudieron hacerle frente y dejaron de operar. Astro fue el único operador de televisión paga en Malasia hasta 2017, cuando otro competidor, Unifi TV de Telekom Malaysia, surgió como una alternativa.
El plan del gobierno de Malasia para regular el decodificador con Android en 2019 generó preocupaciones de que el dominio de Astro sobre el mercado de contenido televisivo del país aumentaría. Si bien los derechos exclusivos de Astro sobre el contenido de transmisión de Malasia expiraron en 2017, la compañía continúa teniendo privilegios de transmisión no exclusivos en virtud de la Ley de Comunicaciones y Multimedia de 1998. A partir de 2022, la Comisión de Comunicaciones y Multimedia de Malasia proporcionará licencias de Proveedor de Servicios de Aplicaciones de Contenido (CASP) a 35 empresas de radiodifusión, cuatro de las cuales están aprobadas para entregar contenido a través de televisión por satélite.

### Disputa de contenido deportivo
Astro también ha disfrutado del control de los derechos de transmisión de eventos deportivos, incluidos todos los eventos de la Liga Super y Piala Malasia, y la Copa Mundial de la FIFA 2014 y 2018. A los competidores se les restringió la transmisión de esos eventos, o los reguladores les exigieron que pagaran regalías excesivas a Astro. Jeremy Kung, vicepresidente ejecutivo de TM New Media, criticó las altas tasas de regalías, quien argumentó que el contenido deportivo en los canales de televisión en abierto debería estar disponible para el público de forma gratuita. El exministro de Información, Comunicaciones, Arte y Cultura, Rais Yatim, instó a los grupos de medios que tenían derechos exclusivos sobre los principales eventos deportivos a compartir su contenido en los canales de televisión en abierto. El jefe de la rama juvenil de la coalición política Pakatan Harapan, Nik Nazmi Nik Ahmad, argumentó que los derechos de transmisión de la Premier League inglesa deberían tener una licencia conjunta con Radio Televisión Malasia en lugar de restringirse a Astro.

### Aumentos de precios y problemas de rendimiento
Astro ha sido criticado por aumentar los precios de sus servicios e imponer multas a los clientes. En 2007, Astro aumentó su tarifa de servicio alrededor del 15% y convirtió canales previamente gratuitos como Bloomberg, Al Jazeera English y CGTN en canales pagos. A cualquiera que intentara abandonar dichos paquetes de servicios se le cobraba una tarifa. El reportero de Malaysiakini, Cheah Kah Seng, alentó a los clientes a protestar contra los aumentos de precios y proporcionó instrucciones sobre cómo hacerlo. Debido a los derechos de transmisión que ha recibido del gobierno de Malasia, Astro aumentó sus tarifas varias veces más en los años siguientes, mientras que los consumidores tenían menos alternativas competitivas.
Astro a menudo muestra comerciales en canales premium para los que los consumidores pagaron por una experiencia sin publicidad. Los clientes que utilizan su servicio de grabación, Astro MAX, han informado problemas de rendimiento y dificultades para grabar ciertos canales.